# Strongylaspis boliviana
Strongylaspis boliviana là một loài bọ cánh cứng trong họ Cerambycidae.